# Valérie Crunchant
 (juin 2022).
Valérie Crunchant, née le 14 mars 1972 à Évry[réf. nécessaire], est une comédienne française.

## Biographie

### Théâtre
Valérie Crunchant a fait partie de la Compagnie Francis Huster de 1992 à 1994 participant aux tournées  de Suite royale et Le Cid.
Elle a ensuite travaillé avec Xavier Durringer, Hans-Peter Cloos, Lucia Sanchez, et Élisabeth Chailloux.
Elle crée, en janvier 2005, le rôle de Cérès dans la pièce d'Olivia Rosenthal Les félins m'aiment bien (Théâtre Gérard-Philipe (Saint-Denis) de Saint-Denis dans une mise en scène d'Alain Ollivier).
Elle a joué le rôle de la Comtesse en 2005 dans La Fausse Suivante de Marivaux mise en scène par Élisabeth Chailloux, pièce reprise en tournée en février et mars 2007. Elle a joué le rôle de Mélibée dans La Célestine au Théâtre de la Croix Rousse de Lyon du 28 novembre 2007 au 7 décembre 2007.
En 1992, elle joue dans Suite royale de Francis Huster d'après Crébillon fils, mise en scène par Francis Huster, au Théâtre Marigny.

### Mise en scène
Elle a mis en scène La Fausse Suivante de Marivaux en 1996, et Mercure apocryphe de Yann Apperry en 2002.

### Cinéma
Valérie Crunchant a interprété au cinéma le rôle de Ghislaine dans Toutes ces belles promesses de Jean-Paul Civeyrac, (prix Jean-Vigo 2003). Son rôle nous vaut une des scènes-cultes de ce film en face d’Éva Truffaut (la fille de François Truffaut).
En 2006, elle joue le rôle de l’amour gai dans Guillaume et les sortilèges de Pierre Léon, film présenté au Festival de Locarno. En 2008, elle joue le rôle de Vanessa Carutti dans le film Dans un coin de la tête d’Olivier Seror.
Au cinéma, Valérie Crunchant a aussi travaillé sous la direction de Maeva Poli, Yves Caumon, et Philippe Ramos (rôle de Louise dans Capitaine Achab).
Le choix des réalisateurs avec lesquels elle travaille la situe dans la mouvance du cinéma d’auteur.

## Filmographie

### Cinéma
- 1999 : As Time Goes by de Hans-Peter Cloos
- 2001 : Reminiscence d'Hélène Abram
- 2001 : Le Livre de Magali Negroni
- 2002 : À la hache d'Yves Caumon (Talents Cannes 2002)
- 2003 : Toutes ces belles promesses de Jean-Paul Civeyrac
- 2004 : Capitaine Achab de Philippe Ramos
- 2005 : À travers la forêt de Jean-Paul Civeyrac
- 2006 : Guillaume et les sortilèges de Pierre Léon
- 2007 : Ma mère de Maeva Poli
- 2008 : Dans un coin de la tête d'Olivier Seror. N'est pas sorti.

### Télévision
- 1996 : 17 ans et des poussières de Joël Santoni avec Bernard Lecoq
- 1997 : La Vie en face de Laurent Dussaux avec Nathalie Richard

## Théâtre
- 1992 : Suite royale d’après Denis Diderot et Crébillon fils, mise en scène de Francis Huster
- 1993 : Le Cid de Pierre Corneille, mise en scène de Francis Huster
- 1995 : Chroniques… de Xavier Durringer, mise en scène Xavier Durringer
- 1996 : La Fausse Suivante de Marivaux, mise en scène Valérie Crunchant
- 1997 : Mademoiselle Else d’Arthur Schnitzler
- 1998 : Le Songe d’une nuit d’été de Shakespeare
- 1999 : Une petite entaille de Xavier Durringer
- 2000 : Fando et Lis de Fernando Arrabal
- 2001 : Soudain l’été dernier de Tennessee Williams
- 2001 : Platonov d’Anton Tchekhov, mise en scène François Ha Van
- 2001 : La Double Inconstance de Marivaux
- 2001 : Les débutantes de Christophe Honoré, mise en scène de Lucia Sanchez
- 2002 : Mercure apocryphe de Yann Apperry, mise en scène Valérie Crunchant, avec Lucia Sanchez et Manuel Mazaudier
- 2004 : Pelléas et Mélisande de Maurice Maeterlinck, mise en scène Alain Ollivier, Théâtre Gérard-Philipe
- 2005 : Les félins m’aiment bien de Olivia Rosenthal (rôle de Cérès) mise en scène Alain Ollivier, Théâtre Gérard-Philipe
- 2005 : Sur un cheval de Pierre Guyotat lecture dirigée par Alain Ollivier enregistrement radiophonique pour France Culture.
- 2005 : La Fausse Suivante de Marivaux, mise en scène Élisabeth Chailloux, Théâtre des Quartiers d’Ivry, Théâtre des Treize Vents
- 2007 : La Fausse Suivante de Marivaux, mise en scène Élisabeth Chailloux, Théâtre des Quartiers d’Ivry
- 2007 : La Célestine de Fernando de Rojas mise en scène de Françoise Coupas (Théâtre de la Croix Rousse Lyon du 28 novembre 2007 au 7 décembre 2007.
- 2010 : Il était une fois Germaine Tillon [sic] (textes de Germaine Tillion, mise en scène Xavier Marchand Théâtre de la Criée Marseille du 12 mars au 21 mars 2010)[2].

## Distinctions
- Talents Cannes 2002